# 1re escadre de frégates (Royaume-Uni)
Pour les articles homonymes, voir 1re escadre.
La 1re escadre de frégates (1st Frigate Squadron) était une unité navale de la Royal Navy de 1972 à 2001.

## Histoire
L'escadre comprend des frégates de classe Leander et de type 22.
Les navires de l'escadre participent à la guerre de la morue, au jubilé d'argent d'Élisabeth II, à la patrouille d'Armilla (en) et à la guerre des Malouines.
Jubilé d'argent d'Élisabeth II
La 1re escadre de frégates participe au jubilé du 24 au 29 juin 1977. Les navires qui défilent sont :
- HMS Galatea (F18) - Capt. D. B. Nolan (Capitaine de la 1re escadre)
- HMS Phoebe (F42) (en) - Capt. H. M. Balfour
- HMS Alacrity (F174) - Cdr. R. B. Mortlock
- HMS Tartar (F133) (en) - Cdr. M. A. C. Moore
- HMS Gurkha (F122) (en) - Cdr. D. H. Barraclough
- HMS Salisbury (F32) - Cdr. J. T. Saunders

## Commandement d'escadre
| Commandant                        | Navire             | Dates                       |
| --------------------------------- | ------------------ | --------------------------- |
| Capitaine Geoffrey C. Lloyd       | Charybdis (en)     | novembre 1972-décembre 1973 |
| Capitaine John A.F. Lawson        | Charybdis          | décembre 1973-avril 1975    |
| Capitaine D. Conrad Jenkin        | Galatea            | avril-octobre 1975          |
| Capitaine William S. Gueterbock   | Galatea            | octobre 1975-mars 1977      |
| Capitaine David B. Nolan          | Galatea            | mars 1977-août 1978         |
| Capitaine Anthony R. Barnden      | Galatea            | août 1978-novembre 1979     |
| Capitaine Robin I. T. Hogg        | Galatea            | novembre 1979-janvier 1981  |
| Capitaine Timothy M. Bevan        | Ajax               | janvier-avril 1981          |
| Capitaine Jeremy M. Porter        | Ajax               | avril 1981-mai 1983         |
| Capitaine Peter C. Abbott         | Ajax               | mai 1983-décembre 1984      |
| Capitaine John F.S. Trinder       | Ajax/Euryalus (en) | décembre 1984-1986          |
| Capitaine David M. Jeffreys       | Euryalus           | 1986-juin 1987              |
| Capitaine Geoffrey A. Eades       | Beaver (en)        | juin 1987-mars 1988         |
| Capitaine Andrew B. Gough         | Beaver             | mars-août 1988              |
| Capitaine Anthony Morton          | Beaver             | août 1988-1990              |
| Capitaine Roger C. Lane-Nott      | Coventry (en)      | mars 1990-1991              |
| Capitaine Stephen E. Saunders     | Coventry           | 1991-1993                   |
| Capitaine Christopher D. Stanford | Coventry           | 1993-1994                   |
| Capitaine Thomas Morton           | Coventry           | 1994-1996                   |
| Capitaine David A. Lewis          | Boxer (en)         | 1996-1997                   |
| Capitaine Richard J. Ibbotson     | Beaver/Boxer       | 1997-décembre 1999          |
| Capitaine Philip A. Jones         | Coventry           | décembre 1999-2001          |